# Antoine Abel
Antoine Abel (* 27. November 1934 in Anse Boileau, Seychellen; † 19. Oktober 2004 in Mahé, Seychellen) war ein seychellischer Schriftsteller und Poet. Er war der erste Autor, der literarisch über seine Heimatinseln schrieb und gilt daher als Vater der seychellischen Kurzgeschichten und Poesie. Viele seiner Werke beschäftigen sich mit der Folklore der Seychellen und der natürlichen Umgebung der Inseln. Er schrieb hauptsächlich auf Französisch und Seychellenkreol.

## Leben und Werk

### Leben
Antoine Abel wurde 1934 im Bezirk Anse Boileau auf der seychellischen Insel Mahé als Sohn von Bauern geboren. Er machte den Volksschulabschluss  und arbeitete anschließend als Maurer. Nach einer vierjährigen sekundären Schulbildung in der Schweiz wurde Abel 1959 Lehrer. Etwas später studierte er an der University of Reading, erhielt ein Certificate of Advanced Studies und lehrte auf Mahé Agrikultur. An der University of Bristol belegte er einen Fortbildungskurs, um Lehrer am Teacher Training College in Victoria auszubilden. Diesen Beruf führte er bis zu seiner Pensionierung 1986 aus. 2004 starb er nach langer Krankheit und wurde in Anse Boileau begraben.
Er war im Bildungs- und im Kulturministerium des Landes tätig und hatte zwei Kinder.

### Werk
In Antoine Abels Kurzgeschichten spielen mündliche Überlieferungen eine große Rolle. Immer wieder kommt Soungoula vor: ein Trickster, der halb Affe und halb Mensch ist. Soungoula tritt teilweise als Held und teilweise als Bösewicht auf, triumphiert jedoch immer. Abels Gedichte sind oft kurz und widmen sich der Natur sowie ländlichen Themen. Er schrieb jedoch auch einige politische und sehr emotionale Gedichte. die im Gegensatz zu der Einfachheit seiner üblichen Poesie stehen.
Als Lehrer veröffentlichte Abel 1969 die Gedichtesammlung Paille en queue (deutsch: Tropikvögel), in der er von seinen Kindheitserinnerungen erzählt. Damit war es die erste auf den Seychellen veröffentlichte Poesie.
In den 70er-Jahren setzte er seine literarische Tätigkeit fort und veröffentlichte regelmäßig Artikel auf Englisch in den Zeitungen Seychelles Bulletin und Seychelles-culture. Mit den Veröffentlichungen von Coco sec, Une tortue se rappelle! und Contes et poèmes des Seychelles 1977 in Paris wurde Antoine Abel der erste in Europa publizierte seychellische Schriftsteller.
Coco sec beschreibt die Arbeit der einheimischen Bauern und Fischer. In Une tortue se rappelle! (deutsch: Eine Schildkröte erinnert sich!) steht die Schildkröte symbolisch für die Seychellen, die nie eilt und glaubt, vielleicht die Wahrheit zu besitzen. Die Legende wird humorvoll erzählt, geschichtlich korrektes wird mit Abels eigenen Erfindungen ergänzt. Anlehnungen an die Legenden von Lemuria sind zu erkennen. 1979 erhielt er – als Co-Gewinner neben Jean-Henri Azéma – den französischen Literaturpreis Prix des Mascareignes für sein Buch Une tortue se rappelle!.
Contes et poèmes des Seychelles (deutsch: Erzählungen und Gedichte der Seychellen) sind eine Sammlung der mündlich überlieferten Gedichte und Erzählungen des Landes. Abel schrieb dazu selbst im Buch, dass er damit das kulturelle Erbe vor dem Vergessen bewahren möchte, das früher von den Barden überliefert wurde. Die Geschichten hatte er nach Interviews mit den Ältesten der Inseln aufgeschrieben. Mit dem 1981 erschienenen Buch Contes des Seychelles (deutsch: Erzählungen der Seychellen) setzte er diese Arbeit vor.
Nach der Unabhängigkeit von den Briten 1976 wurde Seychellenkreol Amtssprache der Seychellen und es wurden viele Bücher in diese Sprache übersetzt. Abel beteiligte sich an der Bewegung, indem er mit Restan kamira (1980) das erste Theaterstück und mit Mon tann en leokri (1982) den ersten Roman auf Seychellenkreol schrieb.
Einige seiner französischen und kreolischen Gedichte sowie ein Großteil neuer unveröffentlichter Texte wurden Anfang der 1980er in Sammelbänden veröffentlicht, etwa auf La Réunion (Anthologie de poésie seychelloise) und den Antillen (Anthologie de la nouvelle poésie créole).
Nach seinem Tod wurden der Roman Carcassaille sowie die Gedichtesammlung Faune, flore et sentiments entdeckt, die bisher nicht veröffentlicht wurden.
Jean-Louis Joubert beschreibt ihn als bescheidenen Schriftsteller, der sich hinter der Bevölkerung der Seychellen versteckt, deren Geschichten er aufschreibt. Außerdem schreibt Joubert, dass „die klare ungekünstelte Sprache Antoine Abels, empfänglich für den Charme des Seychellenkreols, wohl diejenige ist, die sich am besten für die Geburt einer Literatur eignet“.

## Pri Antoine Abel
Der Literaturpreis Pri Antoine Abel wurde zweimal (2007 und 2010) im Rahmen des Festival Kreol des Seychelles vom Creole Institute vergeben. Bedacht wurden nur Veröffentlichungen auf Seychellenkreol.

## Bibliografie
Gedichte
- Jean François Sam-Long: Anthologie de poésie seychelloise (= Collection Anchaing). Éditions Collectif. Réunion 1984.
- Lambert-Félix Prudent: Anthologie de la nouvelle poésie créole (= Editions caribéennes, Band 3). ACCT, Antillen 1984, ISBN 2-903033-50-1.

Erzählungen
- Paille en queue. Imprimerie Saint-Fidèle, 1969.
- Une tortue se rappelle!  P.J. Oswald, Paris 1977, ISBN 2-7172-0824-0.
- Coco sec. P.J. Oswald, Paris 1977, ISBN 2-7172-0808-9.
- Contes et poèmes des Seychelles. P.J. Oswald, Paris 1977, ISBN 2-7172-0816-X. (enthält außerdem Gedichte)
- Contes des Seychelles- CLE international, Paris 1981, ISBN 2-19-031747-9.
- Faune, flore et sentiments. Unveröffentlicht.

Romane
- Mon tann en Leokri. Piblikasyon Nasyonal, Seychellen 1982.
- Carcassaille. Unveröffentlicht.

Schriften
- La femme seychelloise et l'héritage culturel. École internationale de Bordeaux. 1976.
- Contribution aux études ethnobotaniques et floristiques aux Seychelles. In: Médecine traditionnelle et pharmacopée. ACCT, Paris 1983, ISBN 92-9028-046-8.

Comic
- Tizan, Zann ek loulou. ACCT 1981. (Text von Abel, Zeichnungen von Paul Yerbic)

Theaterstück
- Restan Kanmira. 1980.